# 12. etape af Tour de France 2013
Tolvte etape af Tour de France 2013 er en 218 km lang flad etape. Den bliver kørt torsdag den 11. juli fra Fougères til Tours i Indre-et-Loire.
Fougères har været start- eller målby for en etape i Tour de France én gang før, i mens det bliver Tours syvende gang som vært for løbet.